# 裸執事
『裸執事』（はだかしつじ）は、マーダー工房から発売されたボーイズラブ系アダルトゲームである。

## 概要
2011年9月16日発売。同人ゲームながらニコニコ動画などで公表された主題歌が反響を呼び、また商業ベースでビジュアルファンブックも発売された。プロモーションにあたっては、制作者でイラストレーターの倒神神倒が自ら主題歌を歌い踊る動画がニコニコ動画で公開された。なお、倒神神倒は男性であることを公式サイトで公表している。
2013年11月15日にファンディスクとなる『裸執事～やらしつじ＆やさしつじ～』が発売された。
また2014年8月29日に無印とファンディスクの両方が楽しめるダブル・エディション版が発売された。

## あらすじ
大学生の前田智明は、ごく普通の青年だった。だがある日、彼は幼馴染みの花村さやかが起こしたトラブルに巻き込まれたことでアルバイト先から解雇を言い渡されてしまう。
新しい働き先が見つからず途方に暮れていたある日、彼は「日給3万円。誰にでもできる簡単なお仕事です！座っているだけで結構です。希望の方は以下の住所へ直接お越し下さい」という内容のチラシを受け取る。
智明はチラシの内容を怪しんだものの、生活のためならとチラシに記されたアルバイト先へ向かう。そこにあったのは白亜の大豪邸と、個性的な6人の執事達だった。
執事の話によれば、屋敷の主は家を空けており不在の間も執事としての職務をまっとうせねばならないらしい。そのために彼らはアルバイトとして主人の代理になる人物を探していたという。
かくして主人の代理となった智明は、屋敷で執事達と共に暮らし始めた。やがて執事達がどこまで主人の命令に従うかを試してみたくなった智明は、執事達に無理な命令を下すようになり、サディスティックな人物へと変貌を遂げていく。

## 登場人物
前田智明（まえだ ともあき）
声 - 阿部大樹
年齢：21歳/身長：170cm
主人公。大学生3年生で、経済学部経済学科に所属している。
元々はファミレスでアルバイトをしていたが、さやかが起こしたトラブルに巻き込まれて失職した。それから数日後にアルバイトのチラシを手にし、高額の給料につられて神代邸を訪れたことから執事達の「ご主人様」になる。
そのアルバイトの中で執事達がどこまで「ご主人様」に従うか試してみたいという欲求を抱いたことが引き金となり、徐々にサディストに変貌していく。

佐久間恭一（さくま きょういち）
声 - 井上和彦
年齢：30歳/身長：181cm
眼鏡をかけた執事。イギリスの執事学校を卒業している。
非常にまじめな性格。かつて彼の父は神代の顧問弁護士を務めており、親子二代で神代家に関わっている。
一ノ瀬冬夜（いちのせ とうや）
声 - 山口知大
年齢：20歳/身長：173cm
大人しい性格の執事で、非常にゆっくりとした話し方をする。花や植物が好きで、屋敷では庭師の役割も担っている。
小峰良次（こみね りょうじ）
声 - たなかこころ
年齢：27歳/身長：179cm
陽気な性格の執事で、屋敷では料理を担当している。関西の出身で、全国うまいもの巡りをしていた最中に神代邸にたどり着き、そのまま執事となった。智明に馴れ馴れしい態度をとる。
有里和馬（ありさと かずま）
声 - あさぎ夕
年齢：18歳/身長：166cm
見習いの執事で、6人の中では最年少である。屋敷の雑用や掃除を担当しており、フットマンを自称する一方、ドジな人物でもある。
幼い頃に両親に捨てられ、児童養護施設で育った。そのためか繊細である。
藤堂亜毅（とうどう あき）
声 - 鳩万軍曹
年齢：23歳/身長：185cm
力仕事が得意な執事で、手先も器用だが、礼節に欠ける面があるため、他の執事から叱られることもある。
格闘家の息子だが、実は格闘技が苦手で、実家から家出する形でこの屋敷の執事となった経緯を持つ。
溝口豊治（みぞぐち とよはる）
声 - 阿野伸八
年齢：56歳/身長：168cm
最年長の執事で、普段は屋敷の持ち主の仕事補佐や会計をしている。いつも穏やかな表情を崩さないが、頑固で厳しい一面もある。野球と相撲と釣りが好き。
筋骨隆々の体型をしており、格闘技に長けている。また、神代の過去を知っている。
花村さやか（はなむら さやか）
声 - 小矢野空
年齢：21歳
智明の幼馴染みで、女子大生。智明とは大学が一緒。明るく、少しお節介な性格。
物語の冒頭で彼女がファミレスでトラブルに巻き込まれたことが智明の失職の原因となった。そのため、当初は智明から避けられている。
青木小町（あおき こまち）
声 - 土佐犬
年齢：42歳
屋敷に野菜と果物を届けに来る青果商の配達人。無精ヒゲと頭にねじり鉢巻きをしている。
鷹栖芳雄（たかす よしお）
声 - 倒神神倒
屋敷の近所をうろつく、オタク風の不審な男。カメラを手にしている。
神代一（かみしろ はじめ）
声 - 松川央樹
屋敷の本来の主人。神代財閥の筆頭。海外旅行により屋敷を空けている。

神代瑠璃子（かみしろ るりこ）
一の妻。現在は故人。
前田夕子（まえだ ゆうこ）
智明の母親。

## スタッフ
- シナリオ・原画・企画 - 倒神神倒
- BGM - TakeponG、あいざわ

## 主題歌
「裸執事」
楽曲提供 - FICE / 編曲・歌 - 金瓶梅

## 書籍
- 『裸執事 公式ビジュアルファンブック』エンターブレイン、2011年。ISBN 978-4047276574。
- 『裸執事 アンソロジー』エンターブレイン、2011年。ISBN 978-4047274501。
- 『裸執事～縛鎖～』幻冬舎コミックスリンクスロマンス、2013年　ISBN 978-4344829718。

## ドラマCD
裸執事　鬼魂島の夜～チン怪奇!?無人島に眠る鬼伝説～/ALE Miscellanea